# Họ Phàn tước
Họ Phàn tước (danh pháp khoa học: Remizidae) là một họ chứa các loài chim nhỏ dạng sẻ, có quan hệ họ hàng gần với các loài bạc má (Paridae). Gần như tất cả các loài, ngoại trừ chim Verdin, làm những cái tổ hình túi tỉ mỉ phức tạp treo trên cây, thường trên mặt nước; việc gộp phàn tước mũ lửa vào trong họ này còn gây tranh cãi. Chúng là các loài chim ăn côn trùng.
Đôi khi chúng được coi như là phân họ với danh pháp Remizinae trong họ Bạc má (Paridae). Việc phân loại như thế nào phụ thuộc vào quan điểm của mỗi tác giả; nhưng quan hệ họ hàng gần gũi giữa hai họ này hiện tại đã được thiết lập vững chắc. Nếu các loài phàn tước được coi là thuộc họ Paridae thì các loài "chích" stenostirid cũng nên coi là một phân họ khác của họ Bạc má nghĩa rộng này, trong khi nếu chúng được coi là họ riêng rẽ thì chim mào vàng và bạc má trán vàng có thể cần thiết phải loại bỏ ra khỏi họ Paridae.

## Phân loại

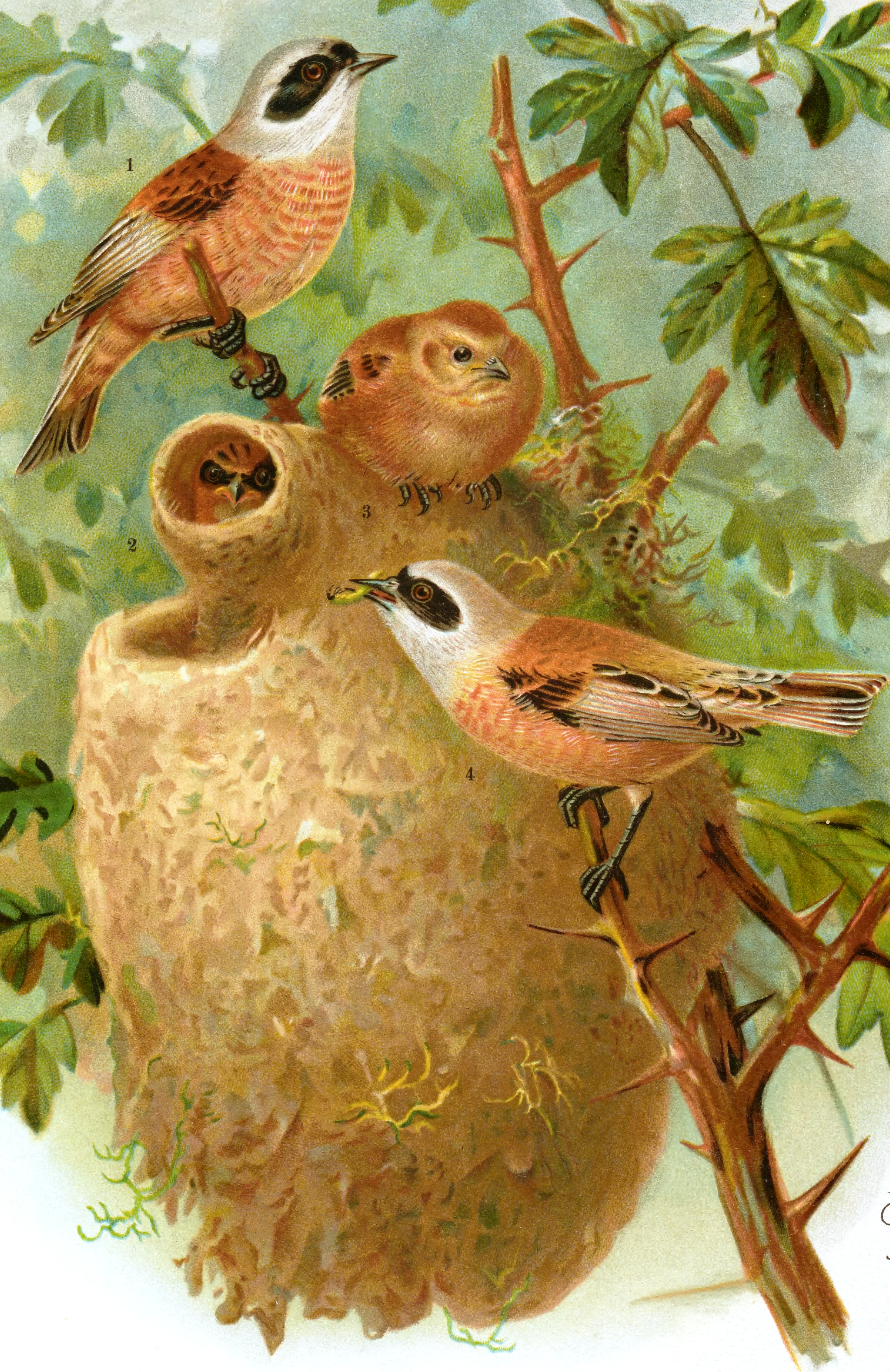
Tổ của Remiz pendulinus

Hiện tại người ta ghi nhận 11 loài trong 3 chi. Ngoàu ra còn 2 loài thuộc 2 chi đã từng xếp trong họ này, nhưng hiện nay chuyển sang họ Paridae và Hyliidae:
- Chi Remiz
  - Phàn tước châu Âu (Remiz pendulinus)
  - Phàn tước đầu đen (Remiz macronyx)
  - Phàn tước Trung Hoa (Remiz consobrinus)
  - Phàn tước mào trắng (Remiz coronatus)
- Chi Anthoscopus
  - Phàn tước châu Phi (Anthoscopus caroli)
  - Phàn tước rừng (Anthoscopus flavifrons)
  - Phàn tước phương nam (Anthoscopus minutus)
  - Phàn tước màu chuột (Anthoscopus musculus)
  - Phàn tước vàng (Anthoscopus parvulus)
  - Phàn tước Sennar (Anthoscopus punctifrons)
- Chi Auriparus
  - Chim Verdin (Auriparus flaviceps)

## Chuyển đi
Chi Cephalopyrus: Chuyển sang họ Paridae: 1 loài là phàn tước mũ lửa (Cephalopyrus flammiceps).
Phân loại của sẻ ngô Trung Phi (Pholidornis rushiae) đã gây mâu thuẫn từ rất lâu. Nó từng được xếp trong ít nhất là 7 họ khác nhau, bao gồm: Sylviidae, Estrildidae, Dicaeidae, Nectariniidae, Remizidae, Hyliidae và Meliphagidae. Sefc et al. (2003) nhận thấy rằng Hylia prasina và Pholidornis rushiae có quan hệ họ hàng gần với nhau hơn là so với bất kỳ loài nào trong số 2 loài này đối với Aegithalos hay Phylloscopus và gần đây người ta đặt hai loài này trong họ Hyliidae.